# Moussa Saïb
Moussa Saïb (Théniet El Had, 5 marzo 1969) è un ex calciatore algerino, di ruolo centrocampista.
Di nazionalità francese, quindi comunitario, all'epoca della sua militanza nel Valencia era considerato un centrocampista di rilievo.

## Palmarès

### Club

#### Competizioni nazionali
- Campionato algerino: 1

JS Kabylie: 2003-2004
- Coppa d'Algeria: 1

JS Kabylie: 1991-1992
- Campionato francese: 1

Auxerre: 1995-1996
- Coppa di Francia: 2

Auxerre: 1993-1994, 1995-1996
- Coppa di Lega inglese: 1

Tottenham: 1998-1999

### Nazionale
- Coppa d'Africa: 1

Algeria 1990